# Ostre poprzetoczeniowe uszkodzenie płuc
Ostre poprzetoczeniowe uszkodzenie płuc (ang. transfusion related acute lung injury, TRALI) – powikłanie występujące po przetoczeniu preparatów krwiopochodnych, polegające na ostrym, niekardiogennym obrzęku płuc. Etiologia TRALI jest nieznana; być może powikłanie spowodowane jest obecnością przeciwciał dla antygenów układu HLA lub antygenów granulocytarnych we krwi dawcy. Objawami TRALI są: nagła, silna duszność, kaszel, dreszcze, gorączka, spadek lub wzrost ciśnienia tętniczego. Śmiertelność w TRALI wynosi 6–9%. TRALI występuje z częstością 1:2000–5000 przetoczeń. W diagnostyce różnicowej należy uwzględnić zespół ostrej niewydolności oddechowej. W leczeniu stosuje się tlenoterapię i wentylację mechaniczną.